# Byrsonima bahiana
Byrsonima bahiana é uma espécie de  planta do gênero Byrsonima e da família Malpighiaceae.

## Taxonomia
A espécie foi descrita em 1982 por William Russell Anderson.

## Forma de vida
É uma espécie terrícola e arbórea.

## Conservação
A espécie faz parte da Lista Vermelha das espécies ameaçadas do estado do Espírito Santo, no sudeste do Brasil. A lista foi publicada em 13 de junho de 2005 por intermédio do decreto estadual nº 1.499-R.

## Distribuição
A espécie é endêmica do Brasil e encontrada nos estados brasileiros de Bahia e Espírito Santo.
A espécie é encontrada no domínio fitogeográfico de Mata Atlântica, em regiões com vegetação de floresta ombrófila pluvial e restinga.